# Kobylé
Kobylé (německy Kobyla) je malá vesnice, část obce Pšov v okrese Karlovy Vary v Karlovarském kraji. Leží zhruba dva kilometry severně od Pšova. 

## Historie
První písemná zmínka o vesnici pochází z roku 1253.
Původně vesnici obývali Sudetští Němci a Kobylé bylo jedním z center kraje s farou, kostelem a školou. Po vyhnání německého obyvatelstva její význam prudce poklesl. Farní kostel byl zcela zdemolován, budova fary přestavěna na obytný dům, za své vzala i původní zástavba.

## Obyvatelstvo
Při sčítání lidu v roce 1921 zde žilo 144 obyvatel (z toho 68 mužů), z nichž bylo dvanáct Čechoslováků a 132 Němců. Všichni se hlásili k římskokatolické církvi. Podle sčítání lidu z roku 1930 měla vesnice 137 obyvatel: 32 Čechoslováků a 105 Němců. Kromě tří členů církve československé a dvou lidí bez vyznání byli římskými katolíky.
| Rok            | 1869 | 1880 | 1890 | 1900 | 1910 | 1921 | 1930 | 1950 | 1961 | 1970 | 1980 | 1991 | 2001 | 2011 | 2021 |
| -------------- | ---- | ---- | ---- | ---- | ---- | ---- | ---- | ---- | ---- | ---- | ---- | ---- | ---- | ---- | ---- |
| Počet obyvatel | 135  | 132  | 115  | 134  | 122  | 144  | 137  | 48   | 60   | 78   | 74   | 55   | 52   | 42   | 32   |
| Počet domů     | 19   | 18   | 19   | 20   | 22   | 23   | 25   | 14   | 14   | 16   | 18   | 18   | 19   | 17   | 18   |

## Obecní správa
Při sčítání lidu v letech 1869–1950 Kobylé bylo samostatnou obcí, se kterým patřilo nejprve do okresu Žlutice, ale v roce 1950 v okrese Toužim. Od roku 1960 je částí obce Pšov v okrese Karlovy Vary.

## Pamětihodnosti

Kostel Povýšení svatého Kříže

- Kostel Povýšení svatého Kříže
- Venkovská usedlost čp. 4